# Myron William Kimnach
Myron William Kimnach (1922 ) es un botánico y explorador estadounidense. Desarrolló extensas expediciones botánicas a Perú. Se desempeñó por largos años en el "Huntington Botanical Gardens, de California, llegando a curador emérito de la colección de palmas.

## Algunas publicaciones

### Libros
- The Huntington Botanical Gardens, 1905-1949: Personal Recollections of William Hertrich. Ed. Univ of California Pr, ISBN 0-87328-096-2

- james a. Bauml, myron william Kimnach. Mexico, 1981. Ed. Bauml & Kimnach, 144 pp.

## Honores

### Eponimia
Especies, entre ellas
- (Cactaceae) Disocactus kimnachii  G.D.Rowley
- (Crassulaceae) Echeveria kimnachii J.Meyrán & Vega
- (Crassulaceae) Pachyphytum kimnachii Moran
- (Crassulaceae) Sedum kimnachii V.V.Byalt
- (Piperaceae) Peperomia kimnachii Rauh

- La abreviatura «Kimnach» se emplea para indicar a Myron William Kimnach como autoridad en la descripción y clasificación científica de los vegetales.[1]